# Vortemælk-ordenen
Vortemælk-ordenen (Euphorbiales) er en ældre planteorden, som blev anvendt i Cronquists systemet, men som i dag er blevet overflødiggjort af Barbadoskirsebær-ordenen, der indeholder samme familier med flere.
| Familier |

- Vortemælk-familien (Euphorbiaceae)
- Buksbom-familien (Buxaceae)
- Pandaceae
- Simmondsiaceae